# Collegio uninominale Sardegna - 04 (2020)
Il collegio elettorale uninominale Sardegna - 04 è un collegio elettorale uninominale della Repubblica Italiana per l'elezione della Camera dei deputati.

## Territorio
Come previsto dalla legge n. 51 del 27 maggio 2019, il collegio è stato definito tramite decreto legislativo all'interno della circoscrizione Sardegna.
È formato dal territorio dell'intera provincia di Sassari (92 comuni).
Il collegio è parte del collegio plurinominale Sardegna - 01.

## Eletti
| Elezione | Elezione | Deputato      | Partito |
| -------- | -------- | ------------- | ------- |
|          | 2022     | Dario Giagoni | Lega    |

## Dati elettorali

### XIX legislatura
Come previsto dalla legge elettorale, 147 deputati sono eletti con sistema a maggioranza relativa in altrettanti collegi uninominali a turno unico.
| Candidati                                 | Candidati               | Voti    | %     | Liste                          | Voti    | %     |
| ----------------------------------------- | ----------------------- | ------- | ----- | ------------------------------ | ------- | ----- |
|                                           | Dario Giagoni ✔️ Eletto | 82 906  | 41,16 | Fratelli d'Italia              | 45 150  | 22,41 |
| Forza Italia                              | Dario Giagoni ✔️ Eletto | 82 906  | 41,16 | 19 681                         | 9,77    |       |
| Lega per Salvini Premier                  | Dario Giagoni ✔️ Eletto | 82 906  | 41,16 | 12 936                         | 6,42    |       |
| Noi moderati/Lupi - Toti - Brugnaro - UDC | Dario Giagoni ✔️ Eletto | 82 906  | 41,16 | 5 139                          | 2,55    |       |
|                                           | Carla Bassu             | 55 172  | 27,39 | Partito Democratico-IDP        | 40 080  | 19,90 |
| Alleanza Verdi e Sinistra                 | Carla Bassu             | 55 172  | 27,39 | 8 525                          | 4,23    |       |
| +Europa                                   | Carla Bassu             | 55 172  | 27,39 | 4 750                          | 2,36    |       |
| Impegno Civico - Centro Democratico       | Carla Bassu             | 55 172  | 27,39 | 1 817                          | 0,90    |       |
|                                           | Mario Perantoni         | 44 301  | 21,99 | Movimento 5 Stelle             | 44 301  | 21,99 |
|                                           | Giovanna Maria Pedoni   | 8 728   | 4,33  | Azione - Italia Viva - Calenda | 8 728   | 4,33  |
|                                           | Roberto Luppu           | 4 401   | 2,18  | Italexit                       | 4 401   | 2,18  |
|                                           | Annarella Casu          | 2 570   | 1,28  | Italia Sovrana e Popolare      | 2 570   | 1,28  |
|                                           | Andrea Lai              | 2 436   | 1,21  | Unione Popolare                | 2 436   | 1,21  |
|                                           | Giovanni Ecca           | 933     | 0,46  | Vita                           | 933     | 0,46  |
| Totale                                    | Totale                  | 201 447 | 100   |                                | 201 447 | 100   |
|                                           |                         |         |       |                                |         |       |
| Voti non validi                           | Voti non validi         | 8 821   | 4,20  |                                |         |       |
| Votanti                                   | Votanti                 | 210 268 | 53,11 |                                |         |       |
| Elettori                                  | Elettori                | 395 880 |       |                                |         |       |